# РАФ-8
РАФ-08 «Спридитис» — микроавтобус, разрабатывавшийся на заводе микроавтобусов РАФ в 1958—1960 годах. 
Конструктивно близок РАФ-10, но на агрегатах «Москвича-407». Восьмёрка в индексе означает «8 пассажирских мест», а Спридитис — это персонаж латышских сказок, мальчик, который ходил за счастьем, аналог Мальчика-с-пальчик. Первые опытные образцы появились в 1958 году. По мере развития проект перенимал у РАФ-977 внешнее оформление, конструкцию кузова, а также более надёжную подвеску и рулевое управление от «Волги». Такие микроавтобусы получили название «РАФ-978» и были выпущены небольшой промышленной партией.